# Пьотър Новак
Пьотър Но̀вак (на полски: Piotr Nowak) е полски професионален футболист, полузащитник, национал и треньор. 
Новак има много успешна футболна кариера в Европа, играейки за полски клубове като ФК Завиша (Бидгошч) и РТС Видзев Лодз, след което продължава кариерата си в Бакъркьойспор (Турция), Йънг Бойс Швейцария и тимовете от Германия – ФК Динамо (Дрезден)и ТШФ Мюнхен 1860. Избран е за един от най-добрите играчи в Бундеслигата през сезон 1995 – 1996, докато играе за Мюнхен 1860. Премества се отвъд океана през 1998 година, за да заиграе за отбора на Чикаго Файър в САЩ.
Новак е основен футболист на Националният отбор по футбол на Полша през 90-те години на ХХ век, изигравайки 24 двубоя с 3 отбелязани гола, бил е капитан на отбора, избран е Футболист №1 на Полша за 1996 година.
След края на състезателната си кариера, Новак започва работа като треньор. Бил е помощник-треньор на мъжкия национален отбор на САЩ по футбол под ръководството на Боб Брадли, и старши треньор на националния футболен отбор на САЩ U-23. На клубно ниво води тима от Мейджър Сокър Лигата – Филаделфия Юниън, преди през 2014 година да застане начело на Националния отбор на Антигуа и Барбуда. Репутацията му обаче пострадва силно, след като е обвинен в малтретиране и злоупотреба с играчи, докато е треньор на отбора от карибската страна. Основните обвинения са, че е многократно обиждал играчите, вербален тормоз, карал играчите да тичат в жегата като им отказвал вода, както и брутално отношение към на новобранците в отбора.
Докато все още играе в Съединените щати има кратък престой като директор на ФК Гурник (Конин), но става изключително непопулярен сред спортната общественост, като е широко обвинняван във фалита на клуба. Повече от десетилетие по-късно той става технически директор и личен съветник на президента на Карибския футболен съюз, както и заема поста Технически директор и главен треньор на Антигуа и Барбуда до 2015 година.
През 2016 година е гост на юбилейния футболен мач „50 години Христо Стоичков“, където играе за отбора на звездите. Поканен е лично от Христо Стоичков, с когото двамата играят в отбора на Чикаго Файър в САЩ. От 2017 година е Спортен директор на отбора от полската Екстракласа – ФК Лехия (Гданск).